# Horní Dvorce
Horní Dvorce (německy Ober Höfen) jsou malá vesnice a část obce Zahrádky v okrese Jindřichův Hradec v Jihočeském kraji. Nachází se asi dva kilometry jižně od Zahrádek. Horní Dvorce jsou také název katastrálního území o rozloze 3,13 km². Téměř celý katastr leží na Moravě, ale parcely č. 559, 560 a 561 dříve náležely ke katastrálnímu území Zahrádky a leží tudíž v Čechách.[zdroj⁠?!] Ve vesnici se nachází Statek Horní Dvorce zaměřující se na chov ovcí a ruční výrobu ovčích sýrů. 

## Historie
První písemná zmínka o vesnici pochází z roku 1353.

## Obyvatelstvo
| Rok            | 1869 | 1880 | 1890 | 1900 | 1910 | 1921 | 1930 | 1950 | 1961 | 1970 | 1980 | 1991 | 2001 | 2011 | 2021 |
| -------------- | ---- | ---- | ---- | ---- | ---- | ---- | ---- | ---- | ---- | ---- | ---- | ---- | ---- | ---- | ---- |
| Počet obyvatel | 138  | 128  | 118  | 122  | 142  | 147  | 134  | 112  | 92   | 72   | 50   | 31   | 22   | 22   | 27   |
| Počet domů     | 20   | 19   | 20   | 20   | 20   | 20   | 21   | 23   | 20   | 20   | 17   | 19   | 17   | 19   | 19   |

## Obecní správa
Při sčítání lidu v letech 1850–1960 Horní Dvorce byly samostatnou obcí v okrese Dačice. V letech 1961–1985 byly částí obce Zahrádky v okrese Jindřichův Hradec. Od 1. července 1985 do 31. prosince 1992 byly částí obce Studená v okrese Jindřichův Hradec. Od 1. ledna 1993 do 31. prosince 1993 byly znovu obcí v okrese Jindřichův Hradec. Od 1. ledna 1994 jsou opět částí obce Zahrádky v okrese Jindřichův Hradec.